# Nina Masłowa
Nina Konstantinowna Masłowa (ros. Ни́на Константи́новна Ма́слова; ur. 27 listopada 1946 w Moskwie) – radziecka i rosyjska aktorka, uhonorowana tytułem Zasłużonej Artystki Federacji Rosyjskiej (2006).
W 1971 ukończyła studia aktorskie we WGIK.

## Wybrana filmografia
- 1972: Duża przerwa jako Wiktoria Korowiańska
- 1973: Iwan Wasiljewicz zmienia zawód jako caryca Marfa Wasiljewna
- 1976: Ocalić miasto jako Masza
- 1985: Uwaga, niebezpieczeństwo! jako panna z psem